# پرستون بیلی
پرستون بیلی (انگلیسی: Preston Bailey؛ زادهٔ ۲۵ ژوئیهٔ ۲۰۰۰) یک هنرپیشه اهل ایالات متحده آمریکا است. وی از سال ۲۰۰۲ میلادی تاکنون مشغول فعالیت بوده‌است.
او در فیلم جودی مودی بازی کرده‌است.